# Przytulia szorstkoowockowa
Przytulia szorstkoowockowa, przytulia drobna (Galium pumilum Murray) – gatunek rośliny należący do rodziny marzanowatych.

## Rozmieszczenie geograficzne
Występuje tylko w Europie. Zwarty zasięg występowania ciągnie się od Francji po Polskę, przez którą przebiega wschodnia granica zasięgu. Południowa granica ciągnie się przez Czechy, Węgry i północne Włochy, północna przez Niemcy. Oprócz tego istnieją oderwane od głównego zasięgu obszary występowania w południowo-wschodniej części Wysp Brytyjskich, Danii, Szwecji, Polsce, Litwie, Łotwie. W Polsce rośnie głównie w Sudetach i na Dolnym Śląsku. Rozproszone stanowiska występują na Pomorzu Zachodnim i na Kujawach. Kilka stanowisk znanych jest także z Pojezierza Mazurskiego i jedno tylko z Karpat (koło Koszarawy na południowym stoku góry Cicha w Beskidzie Makowskim.

## Morfologia
PokrójRoślina tworząca luźne darnie. Po wysuszeniu jest zielona lub zielonożółta.
ŁodygaCienka, wątła i pokładająca się. Ma długość (5)10–50 cm i zazwyczaj jest naga, czasami tylko krótko owłosiona.
LiścieZebrane w okółki (przeważnie po 7–8 liści), równowąskie lub równowąskolancetowate, o niewyraźnym użyłkowaniu.
KwiatyDrobne, białe, zebrane w rozpierzchły kwiatostan (luźna wiecha). Korona ma średnicę 2,5–4 mm, a jej płatki są zaostrzone. Oś oraz gałązki kwiatostanu są nagie.
OwocRozłupnia rozpadająca się na rozłupki pokryte drobnymi brodawkami widocznymi dopiero przez lupę. Długość owocków ok. 1 mm.

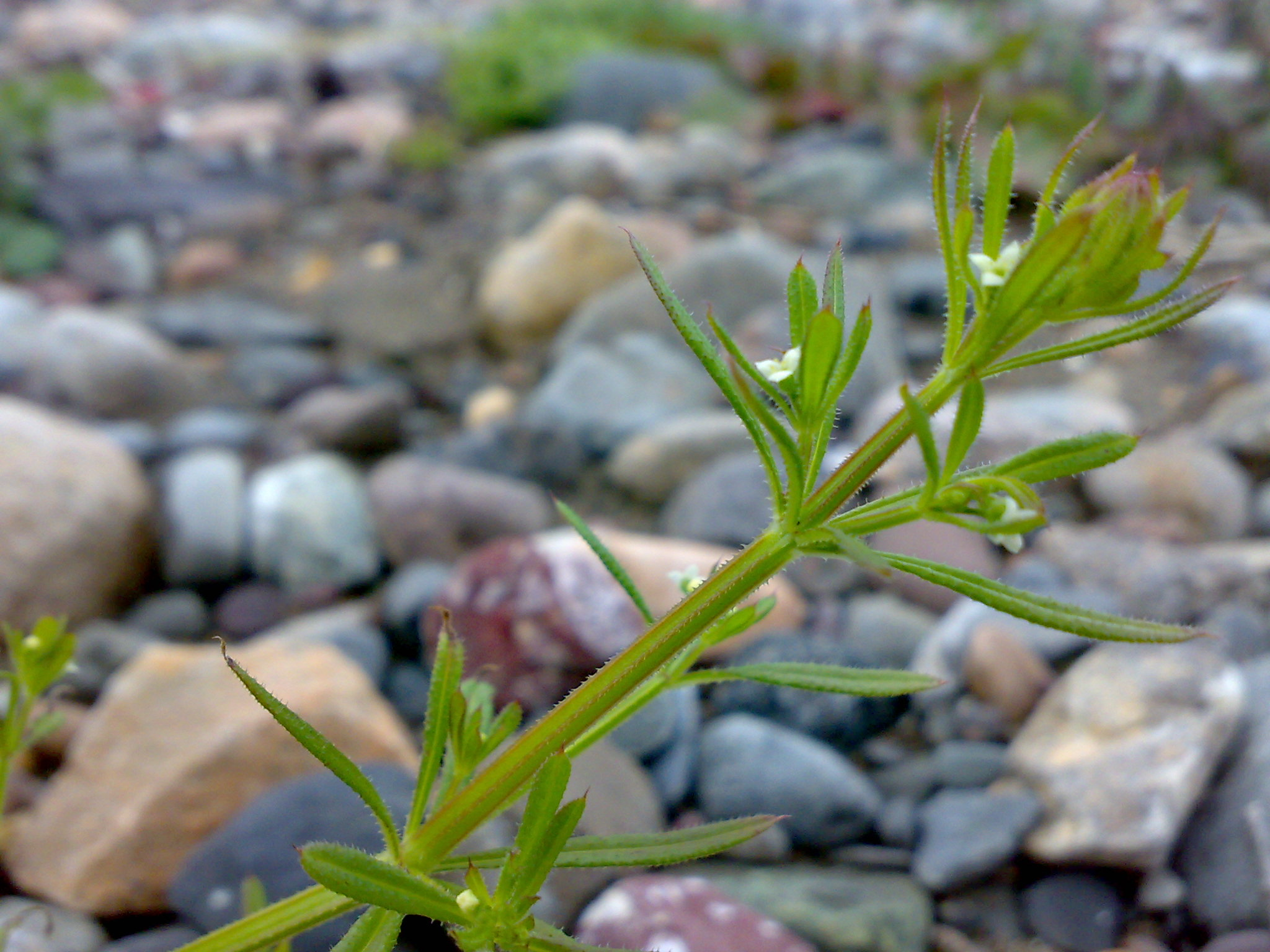
Pęd
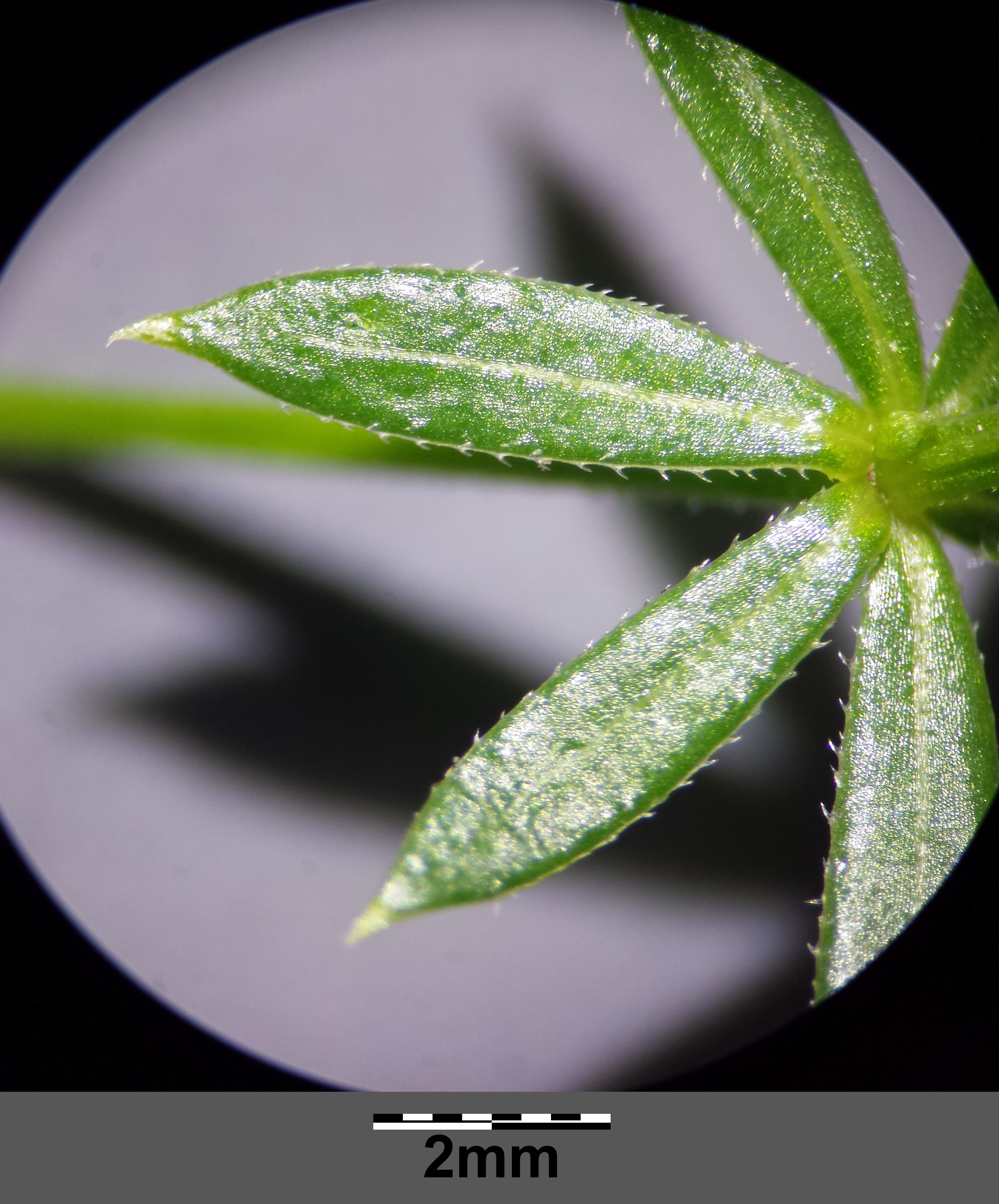
Liście
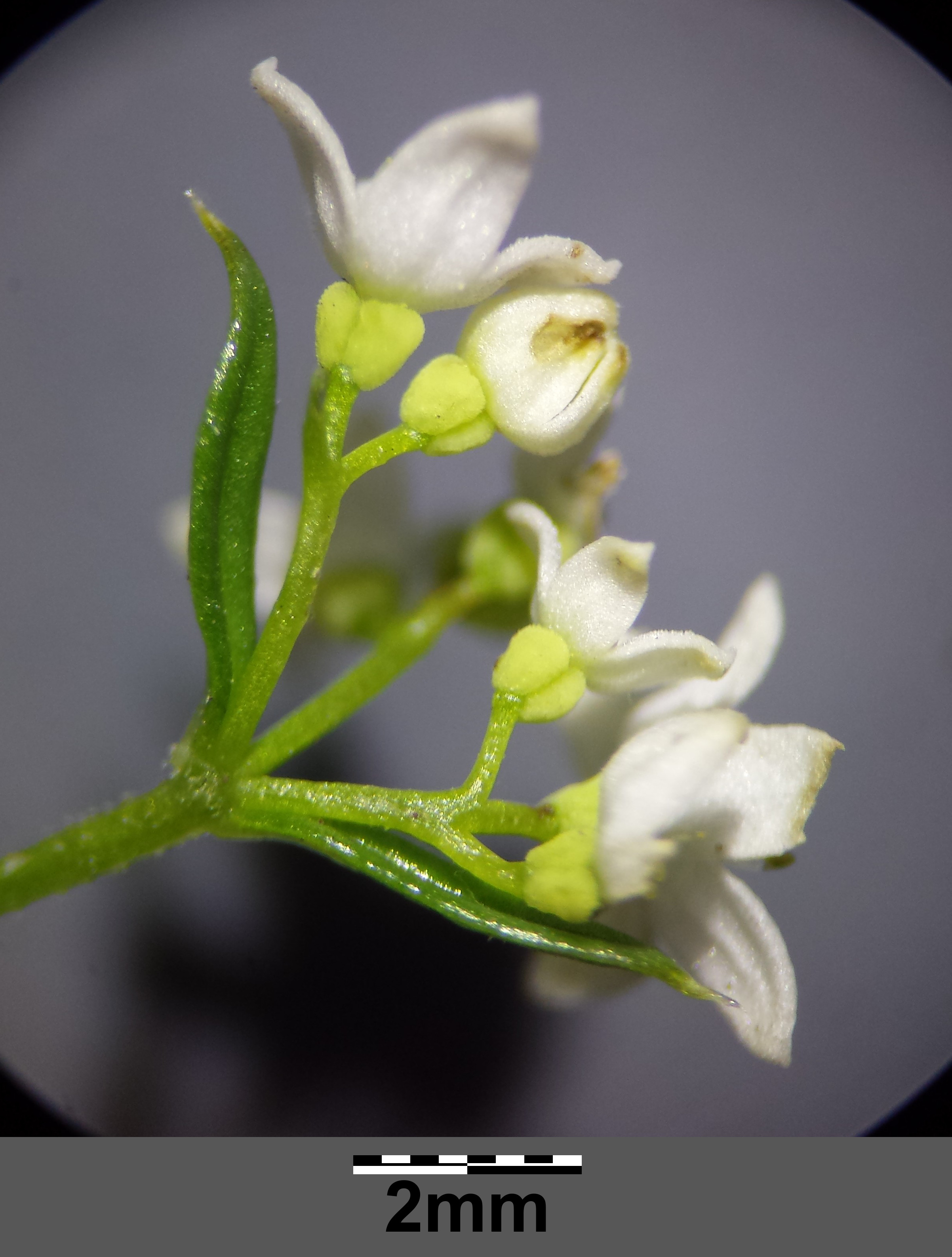
Kwiaty
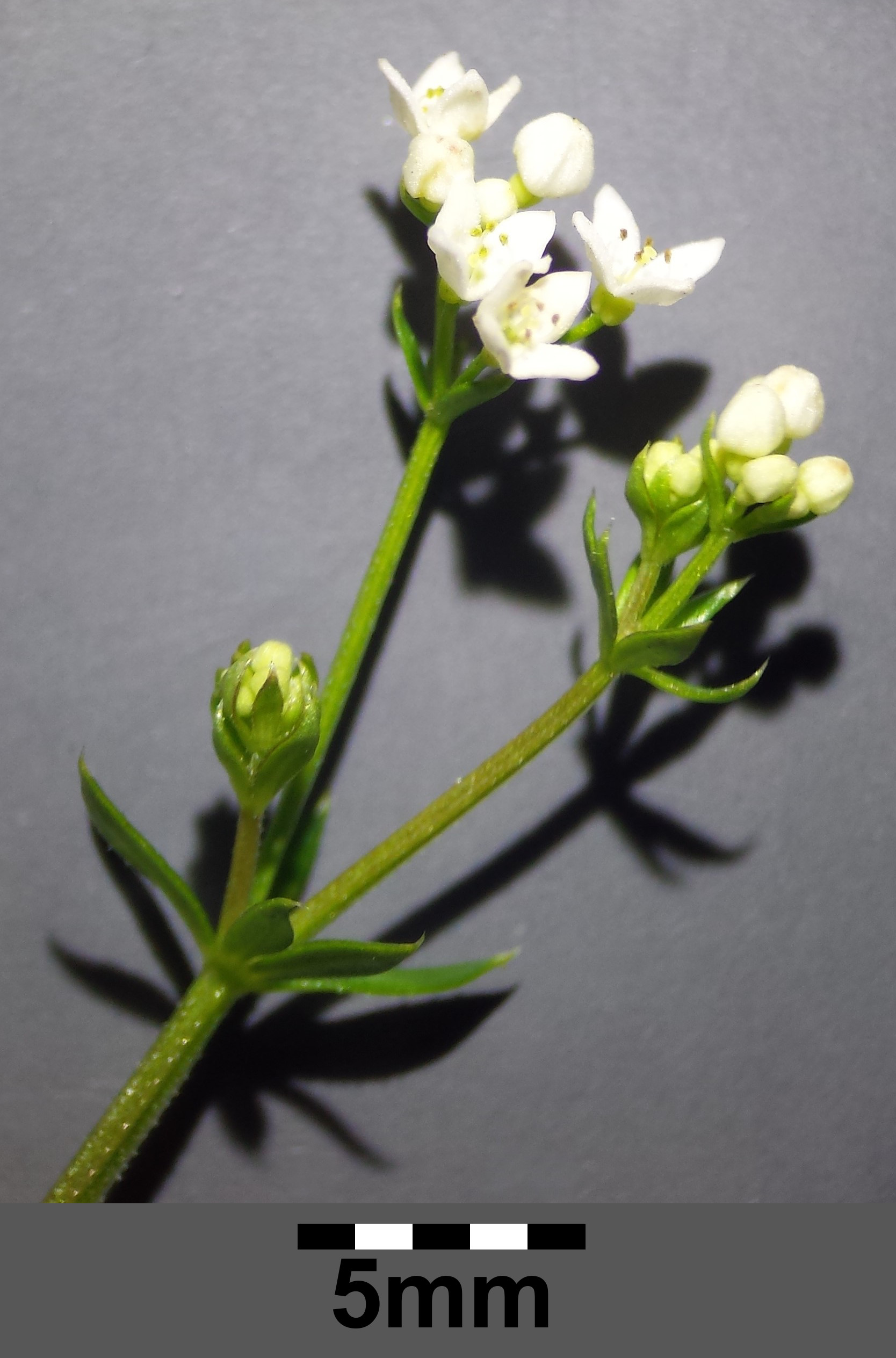
Szczyt pędu

## Biologia i ekologia
Bylina, hemikryptofit. Kwitnie od czerwca do sierpnia. Rośnie na suchych murawach, wrzosowiskach i w świetlistych lasach. Liczba chromosomów 2n = 88. Preferuje gleby o odczynie kwaśnym lub obojętnym. Na niżu rośnie przeważnie na glebach piaszczystych, w Sudetach na glebach powstałych z rozpadu serpentynitów i porfirów. W klasyfikacji zbiorowisk roślinnych gatunek charakterystyczny dla związku (All.) Violion caninae.

## Zagrożenia i ochrona
Według Polskiej Czerwonej Księgi Roślin gatunek zagrożony mniejszego ryzyka (status zagrożenia LR). W polskich Karpatach natomiast jest krytycznie zagrożony (status zagrożenia CR). Jedyne znane tutaj jego stanowisko nie jest w żaden sposób chronione. Być może jednak gatunek ten w Karpatach występuje jeszcze w wielu innych miejscach, gdyż ze względu na niepozorny wygląd jest łatwy do przeoczenia. Od 2014 roku podlega w Polsce ochronie częściowej.